# Nordland Bergfeige
 Nordland Bergfeige  es un cultivar de higuera de tipo higo común Ficus carica bífera (con dos cosechas por temporada brevas frutos de primavera verano, e higos de verano-otoño), de higos con piel de color de fondo amarillo verdoso y sobre color rojo púrpura. Su cultivo gracias principalmente a su resistencia a temperaturas de hasta -10 a -14 °C se ha extendido en jardines particulares de Suiza y Alemania.

## Sinonimia
- "Northland"[4][5]

## Historia
'Nordland Bergfeige' proviene de un pueblo suizo, situado a 350 metros sobre el nivel del mar, al sur de los Alpes, lugar reconocido por su frío y abundante nieve en invierno.

## Características
'Nordland Bergfeige' es una higuera del tipo higo común bífera, variedad autofértil que no necesita otras higueras para ser polinizada. Es una higuera de tamaño pequeño que produce brevas de tamaño mediano, así como una cosecha abundante de higos de otoño. Espesor de la epidermis grueso y de forma piriforme, color de piel de fondo amarillo verdoso y sobre color rojo púrpura.
La producción de brevas es promedio. De color de piel de fondo amarillo verdoso y sobre color rojo púrpura, con un cuello grueso y largo, su pedúnculo se desprende fácilmente. Cuando se recogen en plena madurez, son muy buenas, jugosas y dulces. Maduran desde finales de julio a mediados de agosto.
Por lo general, los higos de otoño son pequeños de unos 19 gramos de promedio, ostiolo medio cerrado de color marrón-rojo, y tienen cualidades de muy buen gusto. Maduran desde finales de septiembre a finales de octubre.

## Cultivo
'Nordland Bergfeige' se adapta particularmente a las regiones frías, incluso en una situación desfavorable, debido a su resistencia natural al frío. Esto le hace ser una higuera muy interesante por su gran resistencia al frío aguanta temperaturas de hasta -10 a -14 °C, su pequeño porte y su temprana cosecha de brevas, y tardía de higos de otoño. Sus cultivos sobre todo en huertos y jardines particulares y en contenedores macetas en Suiza y Alemania.